# Slåttesmyrtjärnen (Dorotea socken, Lappland)
Slåttesmyrtjärnen är en sjö i Dorotea kommun i Lappland och ingår i Ångermanälvens huvudavrinningsområde. Sjön har en area på 0,0567 kvadratkilometer och ligger 366,3 meter över havet.

## Delavrinningsområde
Slåttesmyrtjärnen ingår i det delavrinningsområde (713417-153144) som SMHI kallar för Ovan Mårdsjöbäcken. Medelhöjden är 346 meter över havet och ytan är 47,71 kvadratkilometer. Räknas de 9 avrinningsområdena uppströms in blir den ackumulerade arean 205,01 kvadratkilometer. Bergvattenån (Fjällån) som avvattnar avrinningsområdet har biflödesordning 4, vilket innebär att vattnet flödar genom totalt 4 vattendrag innan det når havet efter 263 kilometer. Avrinningsområdet består mestadels av skog (69 procent) och sankmarker (26 procent). Avrinningsområdet har 0,69 kvadratkilometer vattenytor vilket ger det en sjöprocent på 1,5 procent.